# Marie Burešová
Marie Burešová (1. listopadu 1907, Praha – 14. dubna 1972, Praha) byla česká divadelní a filmová herečka.

## Divadelní začátky, studium
S divadlem se seznámila jako ochotnice v roce 1924 v Ústí nad Labem. Později studovala na dramatickém oddělení Konzervatoře v Praze (absolutorium 1929, k jejím spolužákům patřili např. Jan Pivec, Vlasta Fabianová, Marie Glázrová, Josef Gruss a Miloš Nedbal) a v roce 1930 ji přijal Karel Hugo Hilar do sboru elévů Národního divadla v Praze, kde vystupovala v menších rolích až do roku 1934. Jako mladá (19 let) se v roce 1926 provdala v Praze na Žižkové za obchodníka Antonína Musila (1898), ale s ukončením studia na Konzervatoři (1929) skončilo i její manželství.

## Divadelní angažmá

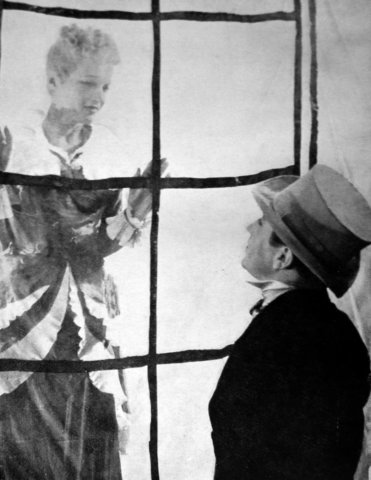
Manon Lescaut, D40 duben 1940 (Marie Burešová a Vladimír Šmeral)

V roce 1934 se stala členkou divadla D 34 E. F. Buriana, kde získala řadu významných rolí a vystupovala také ve voicebandu. Po zatčení E. F. Buriana a ukončení činnosti divadla v březnu roku 1941 převzala většinu souboru D 41 (Vladimír Šmeral, Emil Bolek, Marie Burešová, Jiřina Stránská, Bohuslav Machník, Lola Skrbková a další) Městská divadla pražská/Divadlo na Vinohradech a soubor dále vystupoval na scéně Divadla Na Poříčí. Zde hrála M. Burešová až do konce války, resp. do 1. září 1944, kdy byla divadla nacisty uzavřena. V roce 1940 krátce hostovala v Honzlově Divadélku pro 99 a také v Horáckém divadle, v tehdejší době přechodně působícím v Třebíči.
V sezóně 1945/1946 znovu krátce spolupracovala s E. F. Burianem jako členka souboru jeho D 46. Na konci sezóny však spolu s dalšími osmnácti členy (mj. Skrbková, Machník, Bolek aj.) z divadla odešla.
V letech 1946 až 1967 byla členkou souboru činohry Národního divadla v Praze (později zde hostovala až do své smrti), kde vytvořila za dobu působení více než 100 rolí.

## Další činnost
Od roku 1938 vystupovala ve filmu a později i v televizi.
Pro svůj hlasový projev se věnovala rovněž recitaci a spolupracovala s rozhlasem. V roce 1938 doprovodila film Jiřího Weisse Naše země recitací veršů společně s Ladislavem Boháčem a Karlem Beníškem. Spolu s Karlem Högerem vystupovala v roce 1944 v pásmu recitací Stará milostná poezie v Ústřední knihovně v Praze. S Vladimírem Šmeralem uváděla ve Smetanově síni Obecního domu v roce 1944 matiné s názvem Profily. Její recitace je zachycena i na gramofonových deskách (např. Marie Pujmanová: Milióny holubiček nebo dvě scény s V. Šmeralem z Nezvalovy Manon Lescaut).
Ve druhé polovině okupace působila jako pedagog v dramatickém oddělení Pražské konzervatoře. Jejími kolegy zde byli díky řediteli oddělení M. Hallerovi i další nově přijatí učitelé střední generace, např. Jiří Frejka, František Salzer, Miloš Nedbal, Jiří Plachý, Joe Jenčík, František Tröster a další. Svůj podpis připojila pod výzvu prokomunistické inteligence Kupředu, zpátky ni krok!, jež byla publikována dne 25. února 1948 na podporu komunistického převratu.

## Citát
| „                 | Nejaktuálnější a také nejatraktivnější ženský typ Burianova divadla vytvářela Marie Burešová, štíhlá rusovlasá herečka exotické krásy...Křehce koketní Manon v dramatu Nezvalově jí přinesla zcela mimořádný úspěch. Nebyl snad tehdy v okupovaných českých zemích v široké kulturní obci nikdo, kdy by nevěděl, že hraje tuto roli. Po uzavření Déčka přiřadila k svým hrdinkám zejména princeznu Turandot ve stejnojmenné Gozziho hře...V Národním divadle, kam přišla v roce 1946, se však její vyhraněné avantgardní herectví těžko uplatňovalo, i když se snažila přizpůsobit realistickému slohu souboru. Její snový stylizovaný hlasový projev, blížící se zpěvu, který vždy nadřazovala ostatním prostředkům, působil zde cize. I tak ovšem na této scéně vytvořila některé pozoruhodné role. | “ |
| — František Černý | |   |

## Ocenění
- 1958 titul zasloužilá umělkyně
- 1968 Řád práce
- 1968 ocenění Zasloužilá členka ND

## Divadelní role, výběr
- 1932 Alois Jirásek: Jan Žižka, Pachole královo, Národní divadlo, režie Vojta Novák
- 1933 Alois Jirásek: Jan Hus, Druhé děvče, Národní divadlo, režie Jiří Frejka
- 1934 W. Shakespeare, E. F. Burian: Kupec benátský, role ?, D 35, režie E. F. Burian (první vystoupení M. Burešové v Déčku [14])
- 1934 Bertolt Brecht, E. F. Burian : Žebrácká opera, Polly, D 35, režie E. F. Burian
- 1935 Friedrich Wolf: John D dobývá svět, Prostitutka, D 35, režie E. F. Burian
- 1935 K.H. Mácha: Máj, Vězeňkyně, D 35, režie E. F. Burian
- 1937 A. S. Puškin, E. F. Burian : Evžen Oněgin, Taťána, D 37, režie E. F. Burian
- 1938 J. W. Goethe, E. F. Burian : Utrpení mladého Werthera, Lota, D 38, režie E. F. Burian
- 1940 Viktor Dyk: Krysař, Agnes, D 40, režie E. F. Burian
- 1940 Vítězslav Nezval: Manon Lescaut, Manon, D 40, režie E. F. Burian (v roli rytíře Des Grieux vystoupil Vladimír Šmeral, hra měla 128 repríz a v Praze ji zhlédlo na 100.000 diváků [15])
- 1941 Fráňa Šrámek: Stříbrný vítr, Lorča, Divadlo Na Poříčí, režie František Salzer
- 1942 Friedrich Schiller: Messinská nevěsta, Beatrice, Divadlo Na Poříčí, režie František Salzer
- 1944 Franz Grillparzer: Moře a láska, Hero, Divadlo Na Poříčí, režie František Salzer
- 1946 William Shakespeare, E. F. Burian: Romeo a Julie aneb Sen jednoho vězně, Julie, D 46, režie E. F. Burian
- 1946 Josef Čapek, Karel Čapek: Ze života hmyzu, Apatura Clythia, Národní divadlo, režie Jindřich Honzl
- 1948 Edmond Rostand: Cyrano z Bergeracu, Roxana, Národní divadlo, režie František Salzer
- 1948 David Berg: Matka Riva, Paní Branchová, Tylovo divadlo, režie František Salzer
- 1949 Maxim Gorkij: Maloměšťáci, Jelena Nikolajevna Krivcová, Tylovo divadlo, režie Jindřich Honzl
- 1951 N. V. Gogol: Ženitba, Agata Tichonovna, Tylovo divadlo, režie František Salzer
- 1952 J. K. Tyl: Tvrdohlavá žena a zamilovaný školní mládenec, Barbora Jahelková, Tylovo divadlo, režie Jaroslav Průcha (205 repríz, na repertoáru až do roku 1960)
- 1957 Marin Držič: Dundo Maroje, Laura, Tylovo divadlo, režie Bojan Stupica
- 1958 Zdeněk Fibich, Jaroslav Vrchlický: Smír Tantalův, Axiocha, Smetanovo divadlo, režie Ladislav Boháč
- 1960 Molière: Zdravý nemocný, Belina, Tylovo divadlo, režie Jaromír Pleskot
- 1964 Alois Jirásek: Lucerna, Mlynářova bába, Tylovo divadlo, režie Zdeněk Štěpánek
- 1965 Vítězslav Nezval: Dnes ještě zapadá slunce nad Atlantidou, Sochařova žena, Národní divadlo, režie Vítězslav Vejražka
- 1966 Jean Giraudoux: Bláznivá ze Chaillot, Gabriela, Bláznivá ze Saint-Sulpice, Tylovo divadlo, režie Rudolf Hrušínský
- 1967 Ludvík Aškenazy: Rasputin, Praskovja, Národní divadlo, režie Evžen Sokolovský
- 1971 Miloslav Stehlík, M. A. Šolochov: Rozrušená země, Matka Lukiče, Tylovo divadlo, režie Evžen Sokolovský

## Filmografie, výběr
- 1938 Pod jednou střechou, režie M. J. Krňanský
- 1938 Škola základ života, role: profesorka Božena Lachoutová, režie Martin Frič
- 1939 Muž z neznáma, děvče z přístavu, režie Martin Frič
- 1941 Pražský flamendr, baronesa Kajetána, režie Karel Špelina
- 1943 Experiment, recitátorka, režie Martin Frič
- 1948 Dvaasedmdesátka, dvojrole – Julča Ramešová a herečka Burešová), režie Jiří Slavíček
- 1959 Křižovatky, matka, režie Pavel Blumenfeld
- 1961 Magdalena Dobromila Rettigová, režie František Filip
- 1962 Zdravý nemocný, Belina, režie Jaromír Pleskot (záznam divadelního představení)
- 1970 Případ Mauritius, režie Jaroslav Balík
- 1971 Hříchy mládí, režie Jaromír Borek